# رأس اعبيدة
راس اعبيدة يقع بين السلماني الغربي وسيدي حسين وشارع عشرين، ولقد ظهر في أواخر عقد الخمسينيات كتجمع للمهاجرين من الأرياف إلى بنغازي، ثم كتجمع للنازحين من كارثة زلزال المرج سنة 1963.[بحاجة لمصدر] وكان في راس اعبيدة في فترة الخمسينات والستينات الشارع التجاري المهم ويسمى شارع الإذاعة نسبة إلى وجود مبنى إذاعة بنغازي به، وكان يفصل راس اعبيدة البحري (الشمالي) الذي كان يشتهر بافران الجير الكثيرة التي كانت تستعمل في طلاء المنازل آنذاك وتعتبر أيضا من مواد البناء، وكذلك الملاحات حيث كانت أرض السباخ كبيرة، وتظهر ناصعة البياض في الصيف عندها.
ويجمع الملح الذي كان يكفي حاجة سكان مدينة بنغازي ويصدر الفائض منهُ، اما عن راس اعبيدة القبلي (الجنوبي) الأكثر كثافة سكانية ويعج بالسكان وبه جامع كان يسمي جامع الصغير.
ويوجد بهِ مرقد ولي صالح «سيدي شاهر روحه».

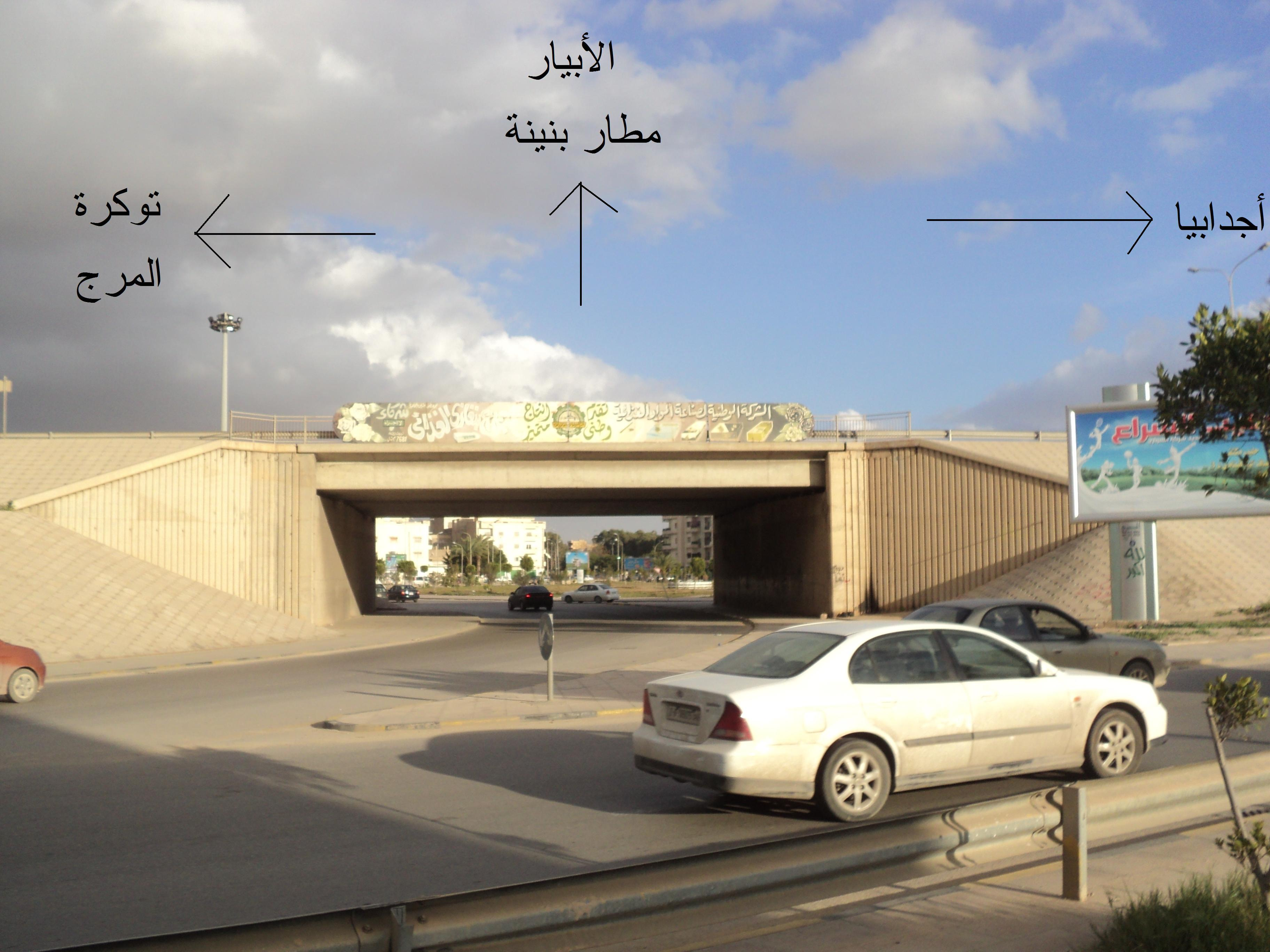
جزيرة الدوران قرب راس اعبيدة في قلب بنغازي.